# Сперджен (Індіана)
Сперджен (англ. Spurgeon) — місто (англ. town) в США, в окрузі Пайк штату Індіана. Населення — 172 особи (2020).

## Географія
Сперджен розташований за координатами 38°15′20″ пн. ш. 87°15′34″ зх. д. / 38.25556° пн. ш. 87.25944° зх. д. (38.255502, -87.259526).  За даними Бюро перепису населення США в 2010 році місто мало площу 0,45 км², з яких 0,45 км² — суходіл та 0,00 км² — водойми.

## Демографія
Згідно з переписом 2010 року, у місті мешкало 207 осіб у 78 домогосподарствах у складі 57 родин. Густота населення становила 455 осіб/км².  Було 87 помешкань (191/км²).
Расовий склад населення:
| - 95,7 % — білих - 3,9 % — осіб інших рас |

До двох чи більше рас належало 0,5 %. Частка іспаномовних становила 3,4 % від усіх жителів.
За віковим діапазоном населення розподілялося таким чином: 25,1 % — особи молодші 18 років, 64,8 % — особи у віці 18—64 років, 10,1 % — особи у віці 65 років та старші. Медіана віку мешканця становила 40,4 року. На 100 осіб жіночої статі у місті припадало 105,0 чоловіків;  на 100 жінок у віці від 18 років та старших — 106,7 чоловіків також старших 18 років.
Середній дохід на одне домашнє господарство  становив 43 465 доларів США (медіана — 40 833), а середній дохід на одну сім'ю — 49 900 доларів (медіана — 44 444). Медіана доходів становила 34 286 доларів для чоловіків та 22 292 долари для жінок. За межею бідності перебувало 8,2 % осіб, у тому числі 5,6 % дітей у віці до 18 років та 0,0 % осіб у віці 65 років та старших.
Цивільне працевлаштоване населення становило 72 особи. Основні галузі зайнятості: освіта, охорона здоров'я та соціальна допомога — 34,7 %, виробництво — 23,6 %, транспорт — 8,3 %, науковці, спеціалісти, менеджери — 6,9 %.